# Ускова, Елена Юрьевна
Еле́на Ю́рьевна Уско́ва (род. 26 июля 1974 г., Нолинск, Кировская область, РСФСР) — российская лыжница.

## Биография
Спортивную подготовку Елена Ускова проходила в ДЮСШ № 1 города Кирово-Чепецка на отделении лыжных гонок, где её тренером стал Алексей Владимирович Усков. До завершения спортивной карьеры в 2013 году выступала за ВФСО «Динамо», представляя Кировскую область.
Неоднократно занимала призовые места на межрегиональных и российских соревнованиях. На Чемпионате России 2013 года, проходившем в городе Апатиты, стала чемпионкой в масс-старте на марафонской дистанции 50 км свободным стилем.

## Спортивные достижения
- Чемпионат России (13 апреля 2013, Апатиты) — 1 место, 50 км, масс-старт, свободный стиль.